# Adlullia chirunda
Adlullia chirunda är en fjärilsart som beskrevs av Swinhoe 1903. Adlullia chirunda ingår i släktet Adlullia och familjen tofsspinnare. Inga underarter finns listade i Catalogue of Life.